# Vukovári víztorony
A vukovári víztorony (horvátul: Vukovarski vodotoranj) víztorony a horvátországi Vukovár városban. Vukovár, a város és az ország szenvedésének egyik legismertebb szimbóluma, a horvátországi háború vukovári csatája alatt a város nagy részéhez hasonlóan súlyosan megrongálódott.

## Története

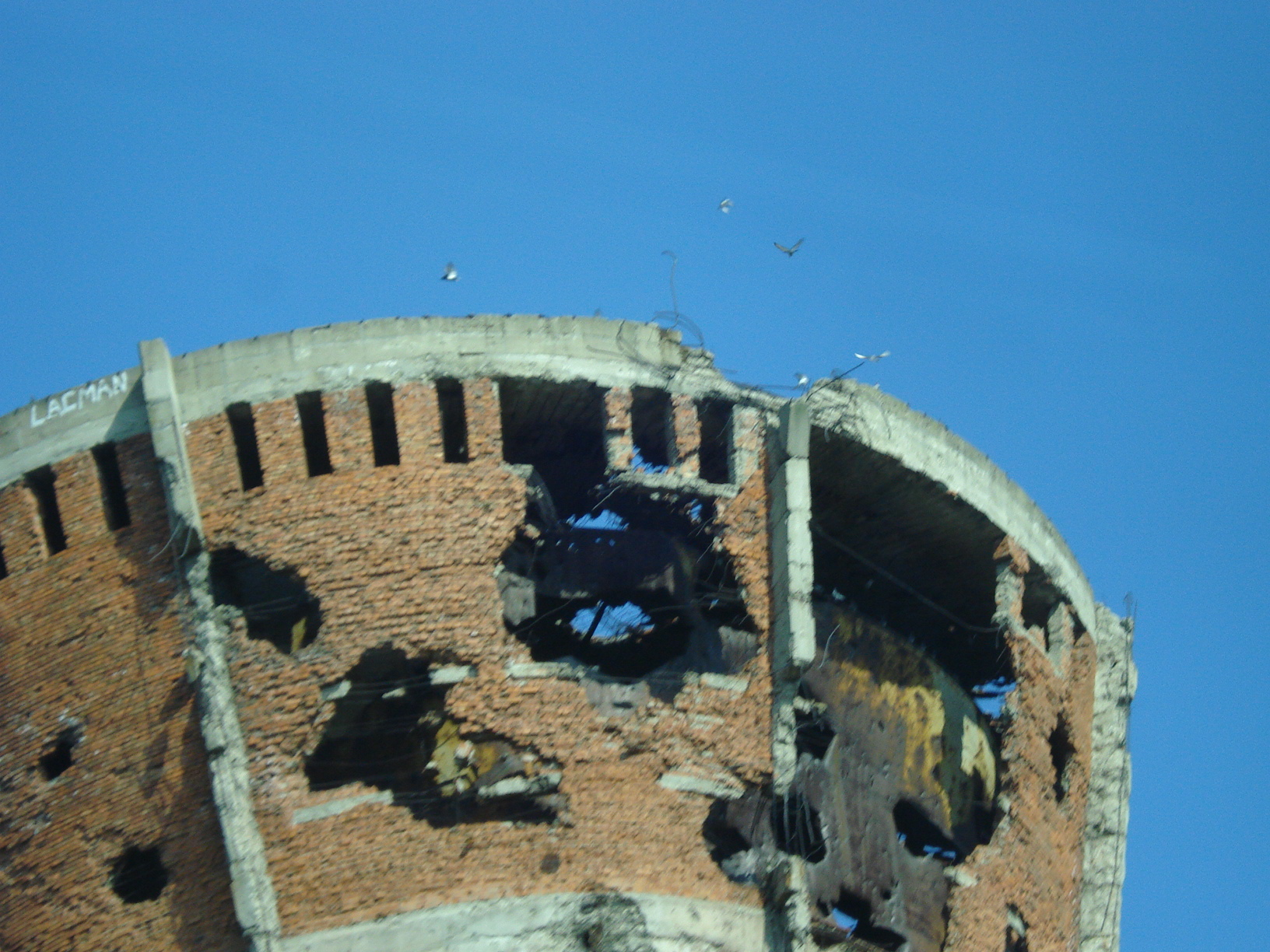
A szétlőtt víztorony teteje

A víztornyot a Plan vállalat tervezte, a Hidrotehna Zagreb építette meg az 1968-ban. 50 méteres magasságával és 2200 köbméter kapacitású víztartályával akkoriban a világ második legnagyobb ilyen épülete volt. A Najpar-bašća néven ismert városi parkba épült, Mitnica negyedben található.
A délszláv háború 1991-es kitörése előtt a torony teteje panorámaétteremként szolgált, kilátással Vukovárra, a Dunára és a környező szőlőültetvényekre.
A vukovári csata alatt a lövészek egyik leggyakoribb célpontja volt. Mintegy 640 találat érte.

## Az épület jelene
Vukovár Horvátországba való visszatérése után Horvátország elnöke, Franjo Tuđman kezdeményezte az újjáépítését, de ez nem teljesült. A víztornyot nem állították vissza eredeti állapotába, hanem egyfajta mementóként sokáig meghagyták. 2017-2020 között emlékhelyet és kilátót alakítottak ki benne.

## Fordítás
Ez a szócikk részben vagy egészben  a   Vukovar water tower című angol Wikipédia-szócikk ezen változatának fordításán alapul.  Az eredeti cikk szerkesztőit annak laptörténete sorolja fel. Ez a jelzés csupán a megfogalmazás eredetét és a szerzői jogokat jelzi, nem szolgál a cikkben szereplő információk forrásmegjelöléseként.